# Chandraprava Saikiani

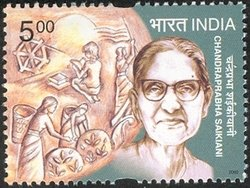
Briefmarke mit Chandraprava Saikiani

 Chandraprava Saikiani  (* 16. März 1901 in Assam, Indien; † 16. März 1972 in Indien) war eine assamesische Freiheitskämpferin, Aktivistin, Schriftstellerin und Sozialreformerin. Sie gilt als Pionierin der feministischen Bewegung in Assam.  Sie war die Gründerin von All Assam Pradeshik Mahila Samiti, einer Nichtregierungsorganisation, die sich für das Wohl der Frauen von Assam einsetzt.

## Leben und Werk
Saikiani wurde als Chandrapriya Majumdar als das siebte von elf Kindern von Gangapriya Majumdar und dem Dorfvorsteher Ratiram Mazumdar im Dorf Doisingari im Distrikt Kamrup im nordostindischen Bundesstaat Assam geboren. Ihr Vater förderte die Ausbildung seiner Töchter in der örtlichen Schule. Sie wählte für sich den Namen Chandraprabha Saikiani. Begleitet von ihrer Schwester Rajaniprabha Saikiani, die später die erste Ärztin von Assam wurde, besuchte sie eine mehrere Kilometer entfernte Jungenschule, da es keine Mädchenschule gab. Nach der Schule versammelte sie einheimische Analphabeten und unterrichtete sie in einem provisorischen Schuppen in der Nähe der Schule.
Sie erhielt ein Stipendium für die Nagao Mission School. Hier protestierte sie gegen die Maßnahmen der Schulbehörde, einer Schülerin den Aufenthalt im Wohnheim zu verweigern, als diese sich weigerte, zum Christentum überzutreten. Saikiani protestierte gegen dieses Vorgehen der Schule und ihre Proteste zwangen die Behörden, ihre Entscheidung zu ändern. Nach Abschluss ihrer Ausbildung arbeitete sie als Lehrerin an einer Grundschule in Nagaon und wurde später Schulleiterin der Girls’ ME School in Tezpur.
Sie weigerte sich, die Verpflichtung ihrer Eltern einzuhalten, sie mit einer älteren Person zu verheiraten und verlobte sich mit dem assamesischen Schriftsteller Dandinath Kalita, mit dem sie einen Sohn bekam. Sie heiratete nicht, nachdem Kalita eine andere Frau geheiratet hatte.

## Politische Aktivitäten
1918 war sie auf der Tezpur-Sitzung von Asom Chhatra Sanmilan die einzige weibliche Delegierte und sprach über die schädlichen Auswirkungen des Opiumverzehrs und forderte dessen Verbot im ganzen Land. Es war die erste Veranstaltung, bei der eine Assameserin vor einer großen Versammlung sprach.
1921 schloss sie sich der Nicht-Kooperationsbewegung von Mahatma Gandhi an und arbeitete daran, die Botschaft unter den Frauen von Tezpur zu verbreiten. 1925 besuchte Saikiani die Assam Sahitya Sabha in Nagaon. Während dieser Zeit war es üblich, dass die Frauen getrennt hinter einem Vorhang saßen, während die Männer sprachen. Saikiani forderte und erreichte die Aufhebung solcher Beschränkungen.
Als sie in ihr Dorf zurückkehrte, wurde sie Lehrerin in der Kaljirapara-Schule, gab jedoch ihre Arbeitsstelle auf, als ihr die Erlaubnis zur Teilnahme an der Guwahati-Sitzung des indischen Nationalkongresses verweigert wurde. Sie setzte ihr soziales Engagement fort und gründete 1926 die Assam Pradeshik Mahila Samiti, um gegen Kinderehen, Polygamie und die Diskriminierung von Frauen in den Tempeln vorzugehen und Themen wie Frauenbildung und Selbständigkeit aufzugreifen. Die erste Jahreskonferenz der Axom Mahila Xamiti wurde 1927 in Goalpara abgehalten. Sie setzte sich für die Gleichberechtigung aller Bevölkerungsschichten in der Gesellschaft ein und ihr Einsatz führte dazu, dass der Hayagriva Madhava-Tempel für alle, unabhängig von Kaste und Glaubensrichtung, geöffnet wurde.
Ihre Beteiligung an der Kampagne der Nichtkooperation, der nationalen Volksbewegung zivilen Ungehorsams, brachte sie 1930 ins Gefängnis und 1943 wurde sie erneut inhaftiert, als sie an der Nicht-Kooperationsbewegung teilnahm.
Nach der Unabhängigkeit Indiens trat sie in die Sozialistische Partei Indiens ein, kehrte jedoch an den Indian National Congress zurück und trat 1957 erfolglos bei den Wahlen zur Assam Legislative Assembly, dem Parlament des Bundesstaats, an.

## Literarische Aktivitäten
Saikiani war eine Schriftstellerin und bekannte Dichterin. Sie veröffentlichte 1918 im Alter von 17 Jahren ihre erste Kurzgeschichte in dem lokalen Magazin Bahi, gefolgt von mehreren Romanen wie 1937 Pitribhitha,  Sipahi Bidrohat, Dillir Sinhasan und Kavi Anav Ghosh. Sie war sieben Jahre lang Redakteurin von der assamesischen Zeitschrift Abhijatri der Mahila Samiti.
Saikiani starb an ihrem 72. Geburtstag 1972 an Krebs.

## Ehrungen
- 1972: nach ihrem Tod verlieh ihr die indische Regierung die Auszeichnung Padma Shri.
- 2002: Ehrung von der Regierung mit einer Gedenkbriefmarke in der Serie Sozialreformer.
- 2009:  die Tezpur University gründete ein Frauenzentrum in ihrem Namen, das Chandraprabha Saikiani Center for Women’s Studies(CSCWS) für die Förderung der Frauenbildung im Nordosten Indiens.[5][6]
- das Padmashree Chandraprava Saikiani Girls Polytechnic College in Guwahati ist nach ihr benannt.